# Xyletobius flosculus
Xyletobius flosculus là một loài bọ cánh cứng thuộc họ Ptinidae.